# Ariadna gallica
Espèce
Ariadna gallica est une espèce d'araignées aranéomorphes de la famille des Segestriidae.

## Distribution
Cette espèce est endémique de France.

## Publication originale
- Wunderlich, 2012 : Fifteen papers on extant and fossil spiders (Araneae). Beiträge zur Araneologie, vol. 7, p. 1-246.